# Marina di Camerota

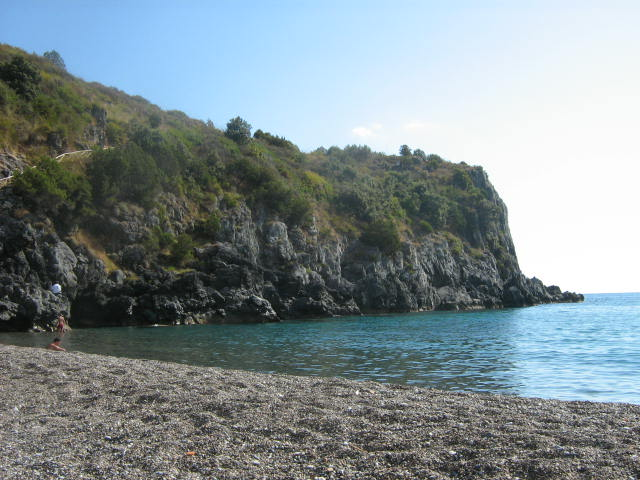
Plage de Lentiscella

Marina di Camerota est un hameau italien (frazione), le plus grand de la commune de Camerota de la province de Salerne, en Campanie.

## Histoire
Marina était un lieu de départ de l'émigration vers l'Amérique du Sud, surtout au Venezuela, au XIXe siècle. Le rapport fort avec ce pays américain existe toujours comme en témoigne la statue de Simón Bolívar construite au milieu du village, du côté du port.

## Géographie
Le village est situé au sud de la côte du Cilento, en Mer Tyrrhénienne, et il est le port de sa commune. Il est distant de 5 km de Camerota, 8 de Palinuro et presque 90 de Salerne.
Marina di Camerota, située sur le 40e parallèle Nord, est le secteur habité le plus méridional de la Campanie.

## Tourisme
Marina di Camerota est comprise dans le Parc National du Cilento et Vallo di Diano, avec son environnement naturel composé de maquis, typique des pays méditerranéens. Elle est réputée surtout pour le tourisme balnéaire, en raison de la qualité de ses eaux, ce qui la fait figurer au Pavillon Bleu chaque année depuis 2003.

Le hameau est également intéressant pour ses cavernes paléontologiques, avec des fossiles humains découverts dans les années 1980. 
Une de ces cavernes, située dans la zone de Lentiscella, est un musée où est situé le Leone di Caprera (Lion de Caprera), une petite goélette qui dans les années 1880-1881 a traversé l'océan Atlantique de Montevideo à Livourne.

### Plages
- Calanca: situé entre deux affleurements rocheux, est la plage avec la toile de fond inférieur, parfait pour les enfants. Il est 5 minutes à pied de la vieille ville.
- Marina delle Barche: plage de sable à 10 minutes à pied de la vieille ville.
- Lentiscelle: à 1 km de la vieille ville. La plage est composée de petites pierres et des cailloux.
- Mingardo: série de longues plages, tous en dehors de la ville, le long de la route qui relie Marina di Camerota à Palinuro. Principalement de sable fin, sont réputés pour la profondeur du fond marin, idéal pour ceux qui aiment la natation.
- del Troncone: est une plage de galet, défendue par une haute paroi rocheuse. Depuis 2011, voici le naturisme est autorisé par la municipalité de Camerota[4].